# Unterstützungskommando 4
Das Unterstützungskommando 4 war ein Unterstützungskommando des Heeres der Bundeswehr mit Sitz des Stabes zuletzt in Diez.
Der Großverband wurde 1986 ausgeplant und 1994 aufgelöst. Das Unterstützungskommando unterstand dem Befehlshaber im Wehrbereich IV. Hauptaufgabe war die Unterstützung der US-amerikanischen Streitkräfte bei der Mobilmachung im Rahmen des Wartime Host Nation Support (WHNS).

## Auftrag
Hauptaufgabe des Unterstützungskommandos 4 war die Erfüllung der Pflichten aus dem WHNS-Vertrag zwischen der Bundesrepublik Deutschland und den Vereinigten Staaten im Wehrbereich IV. Konkret war die Unterstützung des V. US-amerikanischen Korps und ggf. weiterer (insbesondere kanadischer) aus Übersee herangeführter NATO-Reserven bei der Mobilmachung im Rahmen des Rapid Reinforcement Concept und bei der Aufrechterhaltung der Operationsfreiheit im Nordwesten des Operationsgebietes der Central Army Group Hauptziel des Unterstützungskommandos. Dazu arbeitete das Unterstützungskommando mit dem 3rd Corps Support Command (COSCOM) der amerikanischen Streitkräfte in Wiesbaden zusammen.
Das Unterstützungskommando leistete Unterstützung beim Betrieb einer Vielzahl Depots in Westdeutschland und im unmittelbar angrenzenden Ausland, in denen alliiertes Wehrmaterial wie Fahrzeuge, Waffen und Munition bis zum Eintreffen der aus Übersee herangeführten Truppen eingelagert war. Das Unterstützungskommando unterstützte bei der Sicherung der Depots und  bei der Wartung des eingelagerten Wehrmaterials. Die Begleitbatterien schützten auch vor dem Hintergrund der nuklearen Teilhabe die US-amerikanische Sondermunition. Kern des Unterstützungskommandos waren die Logistikverbände, die im Fall der Mobilmachung die herangeführten Truppen und das Wehrmaterial aus den Depots in die von deutscher Seite eingerichteten Mobilmachungsstützpunkte oder Verfügungsräume transportieren sollten und dort und den Nachschub mit Munition, Betriebsstoffen und anderem Material zur Herstellung der Kampfbereitschaft sichern sollten. Bei Übungen wie REFORGER wurde regelmäßig die Verlegung nach Europa, die Zusammenarbeit zwischen deutschen und verbündeten Streitkräften und die schnelle Herstellung der Kampfbereitschaft in Deutschland geübt.
Das Unterstützungskommando bestand wie die meisten Truppenteile des Territorialheers im Frieden nur aus rund 50 aktiven Soldaten und Zivilisten. Erst im Verteidigungsfall wäre das Unterstützungskommando durch die Einberufung von Reservisten, der Mobilmachung von eingelagertem Wehrmaterial und die Einberufung von zivilen Fahrzeugen zu seiner vollen Sollstärke von rund 10500 Soldaten aufgewachsen, die etwa der Personalstärke von zwei Brigaden entsprach.

## Geschichte

### Aufstellung
Am 1. Oktober 1986 wurde das Unterstützungskommando 4 zur Erfüllung der sich für Deutschland aus dem WHNS-Vertrag ergebenden Pflichten als eines der sechs Unterstützungskommandos in Mainz ausgeplant. Das Unterstützungskommando 4 wurde dem Wehrbereichskommando IV mit Sitz des Stabes in Mainz unterstellt. Es war somit Teil des Territorialheeres. Im Mai 1994 verlegte der Stab des Unterstützungskommandos nach Diez.

### Auflösung
Durch die Entspannung der Sicherheitslage nach Ende des Kalten Krieges und Lockerung der NATO-Kommandostruktur in Europa wurde das Unterstützungskommando 4 durch die Organisationsbefehle Nr. 102 / 96 (H) und Nr. 103 / 96 (H) zum 31. März 1997 zur Umsetzung der Heeresstruktur V aufgelöst.
Nach Auslaufen des WHNS-Programms wird die Unterstützung der NATO- oder anderer befreundeter Streitkräfte heute im Wesentlichen im Rahmen des Host Nation Support (HNS) durch das Kommando Territoriale Aufgaben der Bundeswehr koordiniert.

## Gliederung
Das Unterstützungskommando gliederte sich um 1989 in:
- Stab/Stabskompanie Unterstützungskommando 4 (teilaktiv), Mainz 
  - Versorgungskompanie 4401 (GerEinh), Bad Schwalbach
  - Sicherungsbataillon 441 (GerEinh), Mainz (bis 1989 Aufstellung abgeschlossen)
  - Begleitbatterie 4401 (GerEinh), Gießen
  - Begleitbatterie 4402 (GerEinh), Friedberg (Hessen)
  - Schwimmbrückenkompanie 4401 (GerEinh), Speyer (geplant: Oftersheim)
  - ABC-Abwehrbataillon (Nebel) 441 (GerEinh), Philippsburg
  - Krankentransportbataillon 441 (GerEinh), Friedberg
  - Transportbataillon 441 (GerEinh), Pfungstadt
  - Transportbataillon 442 (GerEinh), Friedberg
  - Transportbataillon 443 (GerEinh), Gießen
  - Transportbataillon 444 (GerEinh), Buch (Hunsrück)
  - Nachschubbataillon (Betriebsstoff) 444 (GerEinh), Friedberg
  - Feldersatzbataillon 441 (GerEinh), Bad Schwalbach
  - Feldersatzbataillon 442 (GerEinh), Oberdiebach (voll aufgestellt bis 1992)
  - Nachschubregiment 44
    - Stab/ Stabs- und Versorgungskompanie Nachschubregiment 44 (GerEinh), Gau-Algesheim
    - Nachschubbataillon (Munition) 441 (GerEinh), Friedberg
    - Nachschubbataillon (Munition) 442 (GerEinh), Gau-Algesheim
    - Nachschubbataillon (Munition) 443 (GerEinh), Philippsburg

## Verbandsabzeichen

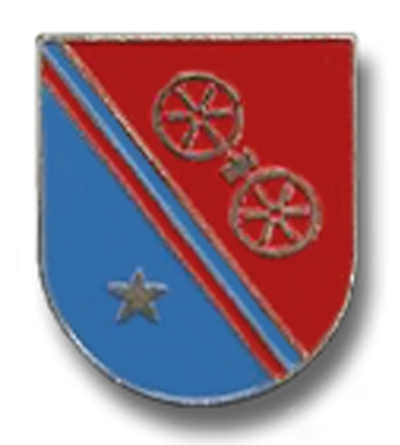
Internes Verbandsabzeichen des Stabes/Stabskompanie

Das Unterstützungskommando führte aufgrund seiner Ausplanung als überwiegend nicht aktiver Truppenteil kein eigenes Verbandsabzeichen. Die wenigen aktiven Soldaten trugen daher das Verbandsabzeichen des übergeordneten Wehrbereichskommandos.
Als „Abzeichen“ wurde daher unpräzise manchmal das interne Verbandsabzeichen des Stabes und der Stabskompanie „pars pro toto“ für den gesamten Großverband genutzt. Es zeigte das Mainzer Rad als Hinweis auf den Stationierungsraum sowie einen Stern als Symbol für die US-amerikanischen Streitkräfte, der der Flagge der Vereinigten Staaten entnommen ist (vgl. Militärische Flaggen, Siegel und Hoheitszeichen der Vereinigten Staaten).